# Carácter singular
En diseño industrial, un elemento tiene carácter singular cuando produce una impresión general diferente que cualquier otro diseño para un hombre del oficio. Es un requisito de protección de los diseños industriales en muchos países, entre ellos todos los de la Unión Europea.
Así un simple cambio, como podría ser la variación de las dimensiones relativas, no se considera un diseño diferente y no se ofrece protección al que lo ha producido.
En Europa, la protección mediante propiedad industrial ude un diseño industrial se extiende a todos aquellos que no tengan carácter singular con respecto a él. Así se evita la competencia desleal, evitando que los consumidores se confundan al comprar.
- Datos: Q5754008